# Maurice Malpas
Maurice Daniel Robert Malpas (Dunfermline, 3 de agosto de 1962) é um ex-jogador de futebol e treinador escocês.

## Carreira como jogador
Malpas, que jogou entre 1981 e 2000, atuou em apenas um clube, o Dundee United Football Club. Também defendeu a Seleção Escocesa de Futebol em 55 oportunidades, não marcando nenhum gol. Jogou as Copas de 1986 e 1990 e a Eurocopa de 1992.

## Carreira como treinador
Desde 2006, Malpas tenta se firmar na função de treinador. Atualmente, trabalha no Inverness, como auxiliar-técnico do também ex-jogador Terry Butcher.